# Trouble Man (album)
Trouble Man è la colonna sonora del film omonimo, composta dal cantante soul statunitense Marvin Gaye, pubblicato nel 1972.

## Tracce
1. Main Theme from Trouble Man (2) – 2:30
2. 'T' Plays It Cool – 4:27
3. Poor Abbey Walsh – 4:13
4. The Break In (Police Shoot Big) – 1:57
5. Cleo's Apartment – 2:10
6. Trouble Man – 3:49
7. Theme from Trouble Man – 2:01
8. 'T' Stands for Trouble – 4:48
9. Main Theme from Trouble Man (1) – 3:52
10. Life Is a Gamble – 2:32
11. Deep in It – 1:25
12. Don't Mess with Mister 'T' – 3:04
13. There Goes Mister 'T' – 1:37